# بزرگراه شهید گمنام
بزرگراه شهید گمنام با شماره بزرگراه ۳۴ یکی از بزرگراه‌های تهران است که جهت شرقی-غربی دارد. این بزرگراه که در مرکز تهران واقع شده، از میدان جهاد آغاز شده و به تقاطع گیشا با بزرگراه‌های آل احمد و چمران منتهی می‌شود.

## تقاطع ها
| از شرق به غرب                    | از شرق به غرب                   | از شرق به غرب |
| -------------------------------- | ------------------------------- | ------------- |
| میدان جهاد                       | خیابان دکتر فاطمی خیابان بیستون |               |
| یک طرفه                          |                                 |               |
| میدان گلها                       | خیابان گلها خیابان کاج          |               |
|                                  | خیابان کاج شمالی                |               |
|                                  | خیابان جهان آرا                 |               |
|                                  | بزرگراه کردستان                 |               |
|                                  | خیابان کارگر شمالی              |               |
|                                  | خیابان دکتر احمدی               |               |
| ایستگاه متروی دانشگاه تربیت مدرس |                                 |               |
| زیرگذر گیشا                      | بزرگراه آل احمد بزرگراه چمران   |               |
| از غرب به شرق                    |                                 |               |